# Surma (Volk)

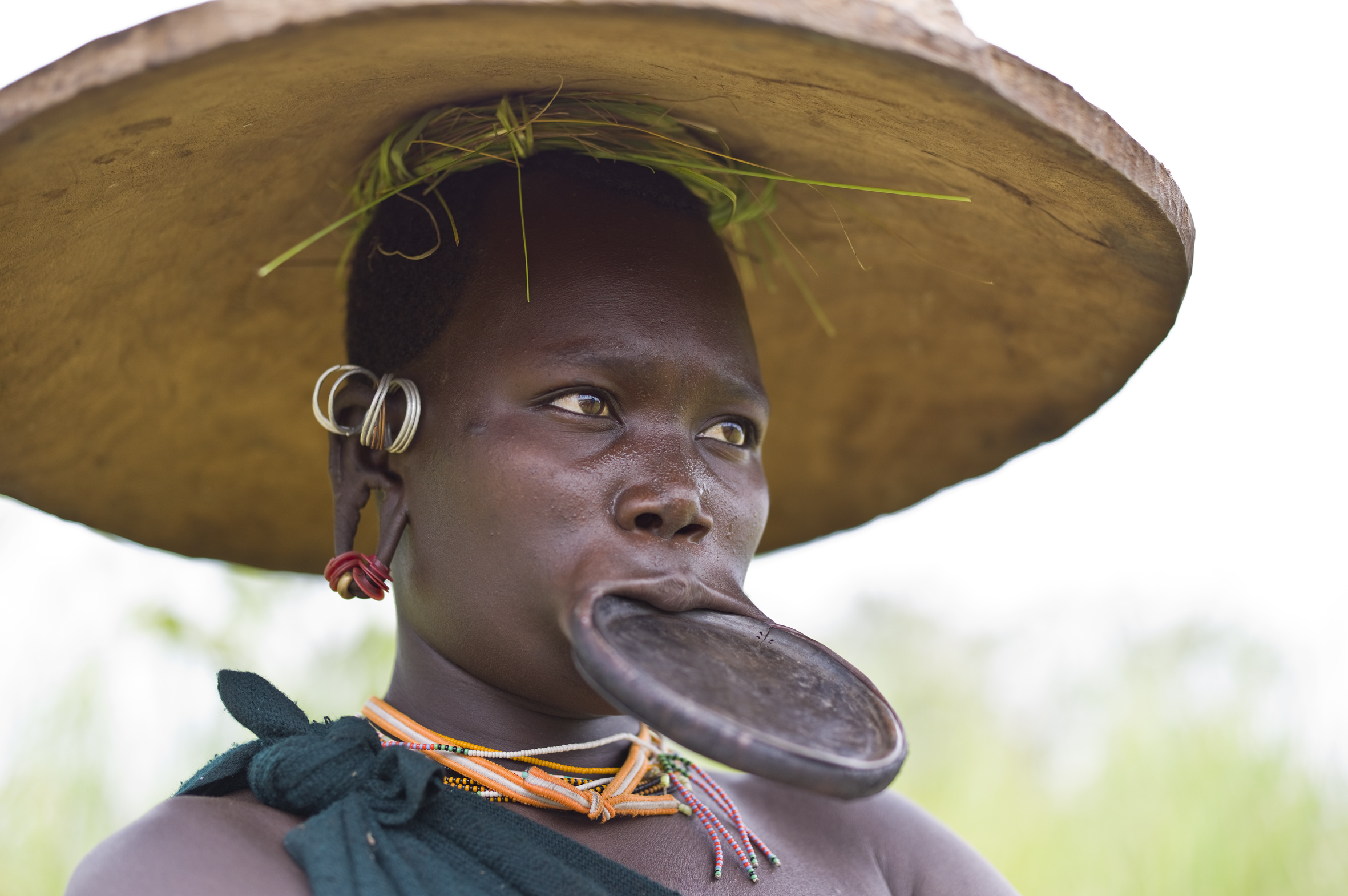
Surmafrau aus der Nähe von Tulgit

Surma (auch genannt Suri, Shuri, Dhuri, Dhurma) ist ein Volk in der Provinz Kaffa im Südwesten Äthiopiens und auf dem Boma-Plateau (zu welchem der Boma-Nationalpark gehört) im angrenzenden Südsudan. Sie zählen insgesamt 26.900 Angehörige, wovon 24.200 monolingual sind (Zensus 2007 und 2017).
Die Surma leben von der Viehzucht und in geringem Maße auch vom Tourismus. Ihre ursprüngliche Lebensweise ist einerseits durch die äthiopische Regierung bedroht, die das „primitive Volk“ der Surma zivilisieren will, andererseits durch die Einflüsse der aus dem Westen herein strömenden sudanesischen Kriegsflüchtlinge.

## Sprache
Surma (ISO 639-3 suq) gehört zur nilo-saharanischen Sprachfamilie und dort zu den surmischen Sprachen der Ostsudanesischen Gruppe. Zu dieser Sprache gehören die Dialekte Tirima (auch genannt Dirma, Cirma, Terna, Tirima, Terema, Tirmaga, Tirmagi, Tid) und Chai (Cai, Caci). Surma ist eng verwandt mit Mursi.

## Gesellschaft und Kultur

### Allgemein
Die Surma leben als Viehzüchter und Kleinbauern inmitten des hügeligen, Gras- und buschbewachsenen Südwesten Äthiopiens. Rinder sind ein Statussymbol. Ein durchschnittlicher Surma-Mann hat gegen 40 bis 50 Rinder, ein Reicher manchmal bis zu 100. Das Vieh wird auch als Tauschpreis zum Beispiel bei einer Heirat eingesetzt. Jedes Rind wird mit einem Ohrring gekennzeichnet, da Rinderdiebstähle häufig sind, weil besonders großen Reichtum nur erlangen kann, wer besonders viele Schwestern hat und von daher auf ein großes Brautpreiserbe hoffen kann. Schafft es ein Surma, erfolgreich Rinder zu stehlen, erntet er Ruhm und Anerkennung innerhalb der Gemeinschaft. Doch die Gefahr, dabei erschossen zu werden, ist groß; die Surma verteidigen sich und ihre Herden seit einiger Zeit mit Kalashnikovs, dem zweitwichtigsten Statussymbol der Surma-Männer. Und manchmal artet ein Rinderdiebstahl zu einem regelrechten Krieg zwischen zwei Dörfern oder angrenzenden Völkern aus, vor allem mit den Bomé. Die Surma liegen außerdem in Konflikt mit den benachbarten Nyangatom. Meistens dreht sich der Streit um Weideplätze oder Rinderdiebstähle. Zur Zeit des Ruanda-Krieges im Jahr 1994 waren die Nyangatom die ersten, die sich Schusswaffen zulegten, was ihnen einen Vorteil im Kampf um die Vorherrschaft im Südwesten Äthiopiens verschaffte, bevor auch die Surma aufrüsteten. Der Kampf fordert jedes Jahr einige Tote, darunter auch Frauen und Kinder.
Waffen werden darüber hinaus zu allerlei Gelegenheiten abgefeuert, bei Geburten, zur Begrüßung oder beim Abschied von wichtigen Personen und manchmal auch nur zum Zeitvertreib. Die Surma leben in einer losen Demokratie in Dorfgemeinschaften, bei der ein Gemeinschaftsältester, der Komaru, als weiser Ratgeber und spiritueller Führer anerkannt wird. Der Komaru trägt eine Krone aus Fell und Federn und wird Tag und Nacht von seinen Leibwächtern bewacht. In den einfachen Holz- und Lehmhütten die mit Pflanzen gedeckt werden, schlafen ganze Familien, ansonsten findet das Leben draußen statt.

### Körperschmuck und Heirat
Traditionelle Surma-Frauen schmücken sich mit Lippentellern. Sie legen große Holz- oder Tonteller in ihre durchlöcherten und ausgeweiteten Unterlippen und Ohrläppchen. Nur zum Schlafen oder wenn keine Männer anwesend sind, werden sie herausgenommen. Der erste der bis zu drei Zentimeter dicken Teller wird einer Surmafrau etwa ein halbes Jahr vor ihrer Hochzeit eingesetzt, meist mit etwa 20 Jahren. Sodann wird ein immer größerer Teller eingefügt, bis die Lippe angemessen ausgedehnt ist. Der Ursprung dieser Tradition liegt in der Zeit der Sklaverei: Um zu verhindern, dass sie ihrer Frauen beraubt werden, begannen die Surma, den Frauen zur Abschreckung Lippenteller einzusetzen. Je größer der Lippenteller, umso größer die Anzahl Vieh, die als Brautpreis hergegeben wird. Ein großer Teller kann die Familie eines Bräutigams manchmal bis zu 60 Rinder kosten. Die endgültige Auswahl des Bräutigams trifft die Frau. Ein Surma-Mann kann mit bis zu zwei Frauen verheiratet sein.
Zu rituellen Zwecken oder zu gesellschaftlichen Anlässen bemalen die Surma ihren Körper mit weißer Tonfarbe. Während bei den Männern eher Schlangenlinien üblich sind, bemalen sich die Frauen vorwiegend mit kleinen Punkten und Kreisen. Bei Frauen sind auch Ziernarben üblich, vorwiegend an Armen und Oberkörper, die man heute mit Rasierklingen einritzt. Männer durchstechen sich in der Regel nur die Ohrläppchen und setzen dort, wie die Frauen, kleine Tonteller ein. Da Tonteller sehr leicht brechen, sind viele Surma-Frauen andauernd damit beschäftigt, neue Teller zu formen.
Während ursprünglich außer einer Lendenschnur völlig auf Kleidung verzichtet wurde, hüllen sich die Surma heute auch ab und zu in einen Umhang und tragen einzelne Stücke aus westlicher Garderobe.

### Nahrung
Die Surma essen zum größten Teil Mais oder Hirsebrei mit Milch. Dazu kommt Fleisch von Ziegen. Wird eine Ziege geschlachtet, versucht der Wahrsager aus Punkten und Unregelmäßigkeiten der Innereien die Zukunft vorauszusagen.
Rinder werden nur selten geschlachtet, sie dienen vielmehr als regelmäßige Lieferanten für Blut, das jedoch in der Regel nur von den männlichen Familienmitgliedern getrunken wird und für sie eine wichtige Proteinquelle darstellt. Im Schnitt wird jedes Rind alle vierzehn bis dreißig Tage für mehrere Liter zur Ader gelassen. Dabei wird der Kopf von einem Hütebuben festgehalten und ein Pfeil in die Halsvene abgeschossen. Das Blut wird in einem tönernen Behälter aufgefangen und sofort getrunken. Mit einer Kompresse aus feuchtem Schlamm wird nachher die Wunde des Tieres wieder verschlossen.
Die Surma brauen aus Mais ein dickflüssiges, alkoholisches Getränk namens Geso. Von diesem trinken sie den ganzen Tag über, sowohl Männer als auch Frauen und ältere Kinder.

### Donga-Kampf
Hauptartikel: Donga-Kampf
Der Donga-Kampf dient einerseits als Sport und Mannbarkeitsritual, andererseits werden damit auch ernsthafte Konflikte ausgetragen. Bei einem Donga-Kampf werden die empfindlichen Körperteile in Gras oder heute auch allerlei Helme und Schütze aus Zivilisationsabfällen gehüllt und mit einem zwei bis drei Meter langen Stock versucht, den Gegner durch Schläge und Hebel in die Knie zu zwingen oder kampfunfähig zu setzen. Ein Gegner, der am Boden liegt, darf nicht mehr geschlagen werden. Wenn der Anlass des Kampfes sportlicher Natur und nicht Streit ist, stehen sich Mann um Mann solange im Zweikampf gegenüber, bis zuletzt nur noch die zwei besten den Sieg unter sich ausmachen. Dass ein Kampf nicht tödlich ausgeht, darüber wachen ein Schiedsrichter und die versammelte Männergemeinschaft. Stirbt dennoch ein Mann durch einen Regelverstoß bei einem Donga-Kampf, hat dies manchmal den Verlust allen Besitztums und die Verbannung des überlebenden Kontrahenten zur Folge. Todesfälle kommen ab und zu vor, Knochenbrüche und Verlust von Körperteilen wie etwa Augen und Finger sind häufig.
Vor allem in Monaten nach der Ernte, wo Nahrung im Überfluss vorhanden ist und nicht viel Arbeit zu tun ist, sind Donga-Kämpfe häufig. Oft treffen sich zwei Dörfer und kämpfen gegeneinander. An den Vorbereitungen eines Donga-Kampfes nimmt jeweils das ganze Dorf teil. Die jungen Männer trainieren schon Tage zuvor und heizen sich gegenseitig auf. Die Frauen – vor allem die jungen – putzen sich heraus und schmücken sich, denn der Donga-Kampf dient für junge Leute explizit zum Flirten, ein Grund, wieso die jungen Männer auch zu Höchstleistungen angespornt werden. Vor dem Kampf mischen die Männer das Holz eines Baumes mit Flusswasser und trinken davon so viel, bis sie erbrechen. Dies dient dazu, den Körper vom Geso zu reinigen. Danach wird Blut getrunken und das ganze Dorf zieht los, bis es am verabredeten Treffpunkt, meist einer Grasebene, auf die Leute des anderen Dorfes trifft. Die jungen bis mittelalten Männer bilden einen großen Kreis, in dessen Inneren manchmal bis zu zehn Leute gegeneinander kämpfen, während sie von den anderen angefeuert werden. Für die verheirateten Frauen ist ein Donga-Kampf eine Gelegenheit, um Frauen aus anderen Dörfern zu treffen, Neuigkeiten auszutauschen und Geso zu verkaufen, die jüngeren versuchen sich aus den Kämpfern einen zukünftigen Mann auszusuchen.